# Miami (Arizona)
Miami ist eine Stadt im Gila County im US-Bundesstaat Arizona.
Das U.S. Census Bureau hat bei der Volkszählung 2020 eine Einwohnerzahl von 1.541 auf einer Fläche von 2,5 km² ermittelt. Die Bevölkerungsdichte liegt bei 616 Einwohnern je km². Miami liegt auf 1037 m und wird von der U.S. Highway 60 tangiert.

## Wirtschaft
Stärkste Branche ist der Bergbau. Zunächst wurde nach Gold und Silber gesucht, mit steigender Nachfrage an Kupfer wurden jedoch die porphyrischen Kupferlagerstätten zunehmend wichtiger.
2002 ist die Bergbauindustrie mit rund 600 Arbeitsplätzen bei Phelps Dodge größter Arbeitgeber in der Stadt.

## Söhne und Töchter der Stadt
- Jack Elam (1920–2003), Schauspieler
- Esteban Edward Torres (1930–2022), Politiker
- Rueben Martinez (* 1940), mexikanisch-amerikanischer Aktivist